# Redline
Redline ist ein US-amerikanischer Actionfilm, der im Jahr 2007 veröffentlicht wurde. Regie führte Andy Cheng, welcher bereits als Stunt- und Actionkoordinator in Filmen wie The New World oder Collateral arbeitete. Die Redline-Theme stammt von Klaus Badelt.

## Handlung
Die drei Millionäre Infamous, Jerry und Michael vertreiben sich die Zeit damit, Unsummen auf illegale Autorennen in teuren Supersportwagen zu verwetten. Getunt werden die Luxuskarossen von Natasha, die eine kleine Werkstatt besitzt. Bei einer Probefahrt in Infamous' Ford GT bemerkt dieser Natashas Potential als Fahrerin und versucht sie daraufhin für ein privates Rennevent in der Nähe von Las Vegas zu engagieren. Natasha, die eigentlich keine Rennen fahren will, da ihr Vater, der NASCAR-Profi war, bei einem solchen ums Leben kam, sagt nach längerem Überlegen und großzügigen Gehaltsverhandlungen schließlich doch zu und tritt gegen Michaels Neffen Jason an, der beim Rennen tödlich verunglückt. Auch Nat ist in den Unfall involviert und verliert dabei ihr Bewusstsein.
Trotz seines Unfalls wird Jason zum Gewinner des Rennens erklärt. Da Michael Gefallen an Natasha gefunden hat und aufgrund der Tatsache, dass Infamous sie – ohne ihr Wissen – als „Wetteinsatz“ für das verlorene Rennen benutzt hat, lässt Michael die ohnmächtige Nat in seine Villa bringen. Von dort kann sie kurze Zeit später allerdings mit Hilfe von Jasons Bruder Carlo fliehen. Der Kriegsveteran befand sich an diesem Tag ursprünglich in der Villa, um sich an seinem Onkel für den Tod seines Bruders zu rächen.
Michael gerät indes aufgrund eines verpatzen Falschgelddeals in Geldnot, weshalb er Jerry, Infamous und Mr. Cheng für das nächste Rennen einen Wetteinsatz von jeweils 25 Millionen Dollar vorschlägt. Sich der Situation bewusst, alles auf eine Karte gesetzt zu haben und das Rennen gewinnen zu müssen, um nicht all seinen Besitz zu verlieren, sowie die Schulden bei seinem Geschäftspartner bezahlen zu können, will Michael Nat als Fahrerin seines Ferrari Enzos anheuern. Um dies zu erreichen, lässt er Natashas Mutter entführen und erpresst Nat so. Diese tritt daraufhin zum Rennen an. Allerdings schafft es Carlo, während das Rennen bereits läuft, Nats Mutter zu befreien, was er dieser sofort telefonisch mitteilt.
Erleichtert, sich nicht mehr um ihre Mutter fürchten zu müssen, bremst Nat kurz vor der Ziellinie ab, um das Rennen zu verlieren und sich so an Michael für die Entführung ihrer Mutter und den Tod von Jason zu rächen. Michael verliert daraufhin seinen sämtlichen Besitz und kann auch die Schulden bei seinem Geschäftspartner nicht bezahlen, was ihn in enorme Schwierigkeiten bringt. Was genau mit ihm passiert, bleibt offen.
Zum Schluss werden Nat und Carlo ein Paar und fahren in der Endsequenz ein Rennen in einem Ferrari Enzo und einem Königsegg CCX, welche sie wohl als „Dankeschön“ von Jerry bekommen hatten, da dieser – durch freiwillige Aufgabe von Nat – die 100 Millionen Dollar Wetteinsatz für das Rennen gewann. Durch das Rennen erregen sie die Aufmerksamkeit der Polizei und der Film endet mit der Aussage von Natasha: „Gute Autos bringen dich von A nach B. Und richtig gute Autos, tja, die bringen meistens Ärger.“

## Hintergrund
Insgesamt kostete die Produktion von Redline 26 Millionen Dollar. Der Film spielte nur knapp 8 Millionen Dollar wieder ein und war somit ein Misserfolg an den Kinokassen. Auch die Kritiken fielen eher mäßig aus. So liegt die derzeitige Bewertung des Films in der Internet Movie Database bei 3,9/10, basierend auf 7476 Nutzerstimmen. Bei Metacritic erhält Redline einen Metascore von 24/100. Der Film wurde auf DVD und Blu-ray Disc veröffentlicht, auf Blu-ray erschien neben der normalen Version auch ein Steelbook.
Viele der im Film benutzten Autos stammen aus dem Privatfuhrpark des Produzenten Daniel Sadek. Die meisten der im Film gezeigten Unfälle sind echt und nicht am Computer entstanden. Dadurch wurden beim Dreh auch mehrere der Fahrzeuge erheblich beschädigt, teilweise bis hin zum völligen Totalschaden. Auch die Rennen wurden zum Teil wirklich ausgetragen und dabei größtenteils von einem Porsche Cayenne aus gefilmt, der mit einem Kameraarm ausgestattet wurde.
Produzent Daniel Sadek hat einen Cameo-Auftritt im Film als Teilnehmer der Pokerrunde in Jerrys Villa, außerdem wird er am Ende des Films von Jerrys Mitarbeiterin namentlich erwähnt. Für Aufsehen sorgte Infamous-Darsteller Eddie Griffin, als er bei Übungsrunden für ein Charity-Rennen auf dem Toyota Speedway at Irwindale, durch das der Film promotet werden sollte, einen im Eigentum von Sadek stehenden Ferrari Enzo gegen eine Mauer fuhr und dabei stark beschädigte.
Drehorte des Films waren Las Vegas, Los Angeles und Santa Clarita. Die Redline-Stuntwoman Debbie Evans wurde 2008 für den Taurus Award in der Kategorie Best Overall Stunt by a Stunt Woman nominiert.

## Synchronisation
Redline wurde von den MME Studios, Berlin unter der Dialogregie von Dennis Schmidt-Foß synchronisiert. Das Dialogdrehbuch stammt von Thomas Maria Lehmann.
| Schauspieler    | Rolle                | Synchronsprecher   |
| --------------- | -------------------- | ------------------ |
| Nathan Phillips | Carlo                | Tommy Morgenstern  |
| Eddie Griffin   | Infamous             | Gerrit Schmidt-Foß |
| Tim Matheson    | Jerry Brecken        | Frank Röth         |
| Angus Macfadyen | Michael D’Orazio     | Olaf Reichmann     |
| Nadia Bjorlin   | Natasha „Nat“ Martin | Ursula Hugo        |

## Verwendete Fahrzeuge (Auswahl)
- 65er Ford Mustang
- AC Cobra
- Bentley Continental GT
- Ducati 999 R
- Ferrari 360
- Ferrari 612 Scaglietti
- Ferrari Enzo Ferrari
- Ferrari F430 Spider
- Ford GT
- Königsegg CCX
- Lamborghini Diablo
- Lamborghini Murciélago
- Maserati Quattroporte V
- Maybach 57
- Mercedes-Benz SLR McLaren
- Porsche Carrera GT
- Rolls-Royce Phantom
- Saleen S7